# سیارک ۱۰۶۲۶
سیارک ۱۰۶۲۶ (به انگلیسی: 10626 Zajic، نامگذاری:1998AP8) ده هزار و ششصد و بیست و ششمین سیارک کشف شده‌است که در ۱۰ ژانویه ۱۹۹۸ کشف شد.
قدر مطلق سیارک برابر ۱۴٫۶۰ است.